# Range Officer

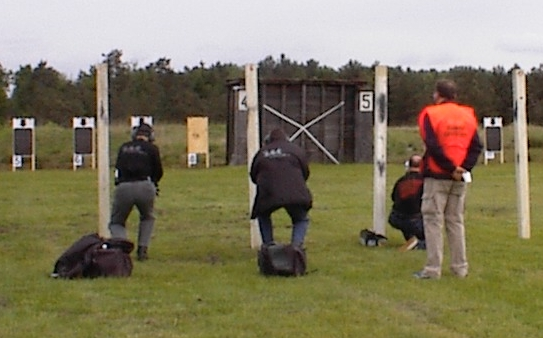
Range Officer mit 3 Schützen, PPC 1500

Als Range Officer werden die Wettkampfrichter (Schiedsrichter) in dynamischen Schießsportdisziplinen bezeichnet, die für einen sicheren und regelgerechten Ablauf des Schießwettkampfs sorgen.
Range Officer findet man unter anderen beim IPSC-Schießen, beim PPC 1500, der sportlichen Flinte im BDMP und beim Westernschießen.

## Ausbildung
Die Ausbildung der Range Officer wird durch die Dachverbände organisiert und findet in der Regel auf Wochenendseminaren statt, die von erfahrenen Ausbildern abgehalten werden.
Die Ausbildung setzt Wettkampferfahrung als Schütze voraus und geht über die eines Schießleiters für statische Disziplinen hinaus.

## Erkennungszeichen
Beim IPSC-Schießen tragen internationale Range Officer eine blaue Hose und ein einheitliches Grau-Weiß gestreifes Poloshirt. Nationale Range Officer tragen in Deutschland eine blaue Hose und ein einheitliches, vom Bund Deutscher Sportschützen zur Verfügung gestelltes, rotes Poloshirt.
Beim PPC 1500 tragen Range Officer in der Regel rote Westen mit der Aufschrift RO.
Beim Westernschießen erhalten die ROs einen gelben Pin mit der Aufschrift "RO", den sie am oder in der Nähe ihres Western-Sterns befestigen müssen.

## Funktionen
Ausgebildete Range Officer werden in unterschiedlichen Positionen eingesetzt (Beispiel IPSC, bei anderen Disziplinen können sich Bezeichnung und Tätigkeit unterscheiden):
- Range Officer (RO): Sorgt für einen sicheren und regelgerechten Ablauf unmittelbar bei den Schützen
- Chief Range Officer (CRO): Hat die Verantwortung für die Schießbahn(en) in seiner Zuständigkeit, und ist erste Einspruchsinstanz in Streitfragen über Wertungen und Regelauslegungen.
- Range Master (RM): Hat die Verantwortung für den gesamten Wettkampf, und ist letzte Instanz für alle Wertungsfragen und Regelauslegungen.
- Stats Officer (SO): Ist verantwortlich für die ordnungsgemäße Auswertung des Ergebnisses.